# Cerro Tamaná
Le cerro Tamaná est une montagne de Colombie située dans l'Est du département de Chocó. Avec 4 100 mètres d'altitude, c'est le point culminant de la cordillère Occidentale.

## Géographie
Le cerro Tamaná est situé dans l'Est du département de Chocó, à la limite des municipalités de Condoto et San José del Palmar. Avec 4 100 mètres d'altitude, c'est le point culminant du département ainsi que de la cordillère Occidentale. Il est inclus dans le parc national naturel de Tatamá depuis 1987.

## Histoire
Les environs du cerro Tamaná ont été explorés depuis 1573 par Melchor Velásquez, Cristóbal de Quintero et Arias de Silva.
En 1987, le sommet est inclus dans le parc national naturel de Tatamá.